# Federico Redondo
Federico Redondo Solari (Madrid, 18 gennaio 2003) è un calciatore spagnolo naturalizzato argentino, centrocampista dell'Elche.

## Biografia
Nato a Madrid, anche suo padre Fernando e suo fratello Fernando (1994) sono stati calciatori professionisti. Dal lato materno è nipote di Jorge Solari, Santiago Solari ed Esteban Solari, anche loro ex calciatori professionisti.

## Carriera

### Club
Cresciuto nel settore giovanile dell'Argentinos Juniors, Redondo debutta in prima squadra il 12 luglio 2022, in occasione dell'incontro di Primera División vinto per 2-1 contro il Tigre.
Il 23 febbraio 2024 viene acquistato dall'Inter Miami, con cui firma un contratto fino al 31 dicembre 2027.
Il 14 agosto 2025 viene acquistato a titolo definitivo dall'Elche, neopromosso in Primera División.

### Nazionale
Nel maggio del 2023, Redondo viene incluso dal selezionatore Javier Mascherano nella rosa della nazionale Under-20 argentina partecipante ai Mondiali di categoria, organizzati in casa.

## Statistiche

### Presenze e reti nei club
Statistiche aggiornate al 14 agosto 2025.
| Stagione                  | Squadra                   | Campionato                | Campionato | Campionato | Coppe nazionali | Coppe nazionali | Coppe nazionali | Coppe continentali | Coppe continentali | Coppe continentali | Altre coppe | Altre coppe | Altre coppe | Totale | Totale |
| Stagione                  | Squadra                   | Comp                      | Pres       | Reti       | Comp            | Pres            | Reti            | Comp               | Pres               | Reti               | Comp        | Pres        | Reti        | Pres   | Reti   |
| ------------------------- | ------------------------- | ------------------------- | ---------- | ---------- | --------------- | --------------- | --------------- | ------------------ | ------------------ | ------------------ | ----------- | ----------- | ----------- | ------ | ------ |
| 2022                      | Argentinos Juniors        | PD                        | 13         | 0          | CA+CdL          | 0               | 0               | -                  | -                  | -                  | -           | -           | -           | 13     | 0      |
| 2023                      | Argentinos Juniors        | PD                        | 21         | 1          | CA+CdL          | 3+14            | 0+1             | CL                 | 7                  | 0                  | -           | -           | -           | 45     | 2      |
| Totale Argentinos Juniors | Totale Argentinos Juniors | Totale Argentinos Juniors | 34         | 1          |                 | 17              | 1               |                    | 7                  | 0                  |             | -           | -           | 58     | 2      |
| 2024                      | Inter Miami               | MLS                       | 16+3       | 2          | -               | -               | -               | CCC                | 2                  | 0                  | LC          | 4           | 0           | 25     | 2      |
| gen.-ago. 2025            | Inter Miami               | MLS                       | 20         | 0          | -               | -               | -               | CCC                | 8                  | 1                  | LC+Cmc      | 3+4         | 0           | 31+4   | 0      |
| Totale Inter Miami        | Totale Inter Miami        | Totale Inter Miami        | 36+3       | 2          |                 | -               | -               |                    | 10                 | 1                  |             | 7+4         | 0           | 53+7   | 3      |
| 2025-2026                 | Elche                     | PD                        | -          | -          | CR              | -               | -               | -                  | -                  | -                  | -           | -           | -           | -      | -      |
| Totale carriera           | Totale carriera           | Totale carriera           | 74         | 3          |                 | 17              | 1               |                    | 17                 | 1                  |             | 11          | 0           | 119    | 5      |

## Palmarès

### Competizioni nazionali
- MLS Supporters' Shield: 1

Inter Miami: 2024